# 密厳院発露懺悔文
密厳院発露懺悔文（みつごんいんほつろさんげのもん）は、真言宗中興の祖・興教大師覚鑁が、腐敗し切った金剛峯寺の有様を深く憂い、高野山内の自坊「密厳院」において3余年に及ぶ無言行を敢行。その後、一筆のもとに書き上げたと言われる偈文である。
宗教家としての自覚自戒の源として真言宗系寺門に広く護られる。

## 内容
以下に全文を記すが、同経文は宗派によって文面が微妙に異なり、以下の経面が完全なものではない。

### 原文
我等懺悔す　無始よりこのかた妄想に纏（まと）はれて衆罪（しゅざい）を造る
身口意（しんくい）業　常に顛倒（てんどう）して　誤って無量不善の業を犯す
珍財を慳悋（けんりん）して施を行ぜず　意（こころ）に任せて放逸にして戒を持せず
しばしば忿恚（ふんに）を起して忍辱（にんにく）ならず　多く懈怠（けたい）を生じて精進ならず
心意（しんに）散乱して坐禅せず　実相に違背して慧を修せず
恒に是の如くの六度の行を退して　還って流転三途（るてんさんず）の業を作る
名を比丘（びく）に仮って伽藍（がらん）を穢し　形を沙門（しゃもん）に比して信施を受く
受くる所の戒品（かいぼん）は忘れて持せず　學すべき律義は廃して好むこと無し
諸佛の厭悪（えんの）したもう所を慚（は）じず　菩薩の苦悩する所を畏れず
遊戯笑語して徒ら（いたずら）に年を送り　諂誑詐欺（てんのうさぎ）して空しく日を過ぐ
善友に随がはずして癡人（ちじん）に親しみ　善根を勤めずして悪行を営む
利養を得んと欲して自徳を讃じ　名聞（みょうもん）を欲して他愚を誹る（そしる）
勝徳（しょうどく）の者を見ては嫉妬（しっと）を懐き（いだき）　卑賤（ひせん）の人を見ては驕慢を生じ　
富饒（ふにょう）の所を聞いては希望（けもう）を起し　貧乏の類を聞いては常に厭離（おんり）す
故（ことさら）に殺し誤って殺す有情の命　顕は（あらわ）に取り密かに盗る他人の財
触れても触れずしても非梵行（ひぼんぎょう）を犯す　口四意三（くしいさん）互（たがい）に相続し
佛を観念する時は攀縁（はんねん）を発し（おこし）　経を読誦する時は文句を錯る（あやまる）
若し善根を作せ（なせ）ば有相（うそう）に住し　還って輪廻生死（りんねしょうじ）の因と成る
行住坐臥（ぎょうじゅうざが）知ると知らざると犯す所の是の如くの無量の罪　今三宝に對して皆発露（ほつろ）し奉る
慈悲哀愍（じひあいみん）して消除せしめ賜え　乃至（ないし）法界の諸の衆生　三業所作（ざんごうしょざ）の此の如くの罪
我皆　相代って尽く（ことごとく）懺悔し奉る　更に亦　その報いを受けしめざれ
南無　慚愧懺悔（ざんぎざんげ）　無量　所犯罪（しょぼんざい）

### 現代語訳
我は懺悔する。妄想にとりつかれて、もろもろの罪を犯してきた。
身と口と意（こころ）の行いは常に正しくはなく、多くの悪行を誤って犯してきた。
財産を惜しんで人に施さず、気の向くまま節度ない生活をし、戒めなど守らなかった。
よく腹を立て、我慢ができない。怠けてばかりで少しも努力をしない。
心が乱れていて座禅のこころが落ち着かない。
真実にはずれているのに、智慧を観ようともしない。
六波羅蜜行をしないのは、地獄・餓鬼・畜生への輪廻のもとをつくっている。
僧侶の名を借りて寺院を汚し、僧侶の格好をしてお布施をもらっている。
授けられた戒律は忘れてしまい、学ぶべき修行は嫌いになっている。
諸仏が忌み嫌うことを恥とせず、菩薩たちを悩ませていることを恐れない。
遊び楽しんで年をとり、心にもない言葉、嘘や悪口を言っている間にむなしく日は過ぎていく。
善き友を避けて愚かな友と親しみ、善いことをしないで悪いことをしてしまう。
名誉欲しさに自画自賛をし、徳高い人を見てはねたましく思う。
自分より劣った人を見ては高慢になり、裕福な暮らしにあこがれ、貧しき人を見てはおぞましく思う。
故意に、あるいは誤って命を奪ってしまい、公然とあるいは密かに他人のものを盗んでしまう。
触れても触れなくても、不倫な行為は不倫である。
悪い言葉や心の働きが重なり仏を観想しても心が落ち着かず、経を読んでも間違える。
善い行いをしてもその見返りを期待するから、かえって迷いの世界に入るもととなる。
毎日の暮らしのなかで、知らないうちにたくさんの罪を犯している。
いま、仏・法・僧の三宝の御前で告白いたします。
どうか慈悲のお心で御許しください。ここに、すべてを懺悔いたします。　
自らの行い、言葉、心の働きによって生じた罪を私はすべての人に代わって懺悔いたします。